# Toendrarietgans
De toendrarietgans (Anser serrirostris) is een middelgrote tot grote gans die broedt in het noorden van Rusland. Sinds 2007 wordt deze gans als eigen soort gezien, maar dit is nog niet algemeen geaccepteerd. De toendrarietgans wordt nog vaak beschouwd als een ondersoort (Anser fabalis serrirostris) van de rietgans (Anser fabalis s.l.). De rietgans die bij de nieuwe indeling nog wel tot Anser fabalis wordt gerekend is de nauw aan de toendrarietgans verwante taigarietgans (Anser fabalis s.s.).
De toendrarietgans is een trekkende soort die hoofdzakelijk overwintert in West-Europa, Centraal-Europa en Oost-Azië.

## Beschrijving
De lengte van de toendrarietgans varieert van 68 tot 90 cm, spanwijdte 140 tot 174 cm en het gewicht van 1,7 tot 4 kg. De snavel is zwart aan de basis en top, met een oranje streep over het midden; de poten en tenen zijn feloranje.
De bovenste vleugeldekveren zijn donkerbruin, zoals bij de kolgans (Anser albifrons), maar hij verschilt van deze soort door de aanwezigheid van een smalle witte rand om de veren.
Er is nog steeds geen consensus over de fylogenetische indeling van de toendrarietganzen. Er worden vooralsnog twee ondersoorten onderscheiden:
- A. s. rossicus, die broedt op de arctische toendra, van het schiereiland Kanin en Nova Zembla tot aan het schiereiland Tajmyr.[5] Deze hebben een relatief korte en stompe snavel met een smalle oranje band. De Afrikaans-Euraziatische overeenkomst over watervogels (AEWA) is van toepassing op deze ondersoort.
- A. s. serrirostris, die broedt op de arctische toendra, van de monding van de Chatanga tot aan de Anadyr.[5] Deze ondersoort heeft een langere en bredere snavel met ook een smalle oranje band.

## Status in Nederland
De toendrietgans is vooral een overwinteraar die voorkomt in akkerbouwgebieden in Drenthe en Groningen. Toendrarietganzen komen relatief laat (in december) en vertrekken vaak alweer in februari. De aantallen namen tussen 1960 en 1978 toe van enkele tientallen tot een gemiddelde van bijna 30.000 exemplaren in de winter van 1978/79. Gedurende de strenge winters in de jaren 1980 steeg het aantal tot gemiddeld boven de 30.000. Na een dip in de jaren 1990 nam het aantal weer toe en schommelt het aantal overwinteraars in het eerste decennium van de 21e eeuw zo rond de 40.000.
Heel incidenteel broedt deze gans in Nederland, maar dit waren mogelijk aangeschoten vogels of vogels die ontsnapt waren uit gevangenschap.